# Diepenthal
Diepenthal ist eine Ortschaft in der Stadt Waldbröl im Oberbergischen Kreis im südlichen Nordrhein-Westfalen, Deutschland innerhalb des Regierungsbezirks Köln.

## Lage und Beschreibung
Der Ort liegt ca. 4,9 km südöstlich vom Stadtzentrum entfernt.

## Geschichte

### Erstnennung
1571 wurde der Ort das erste Mal urkundlich erwähnt und zwar  "In den Futterhaferzettel ist Johan aus Diefentall aufgeführt"
Schreibweise der Erstnennung: Diefentall

## Freizeit

### Wander- und Radwege
Der Wanderweg A3 führt durch Diepenthal, von Vierbuchermühle kommend.